# USS Simpson (DD-221)
Za druga plovila z istim imenom glejte USS Simpson.
USS Simpson (DD-221) je bil rušilec razreda Clemson v sestavi Vojne mornarice Združenih držav Amerike.
Rušilec je bil poimenovan po admiralu Edwardu Simpsonu.